# Wytaczadło

Narzędzie B to wytaczadło

Wytaczadło – narzędzie skrawające do wytaczania głębokich otworów (przelotowych lub nieprzelotowych). W swej typowej postaci składa się z trzpienia z osadzonym na nim co najmniej jednym specjalnym nożem tokarskim (wytaczakiem). 
Wytaczadeł używa się na wiertarkofrezarkach, wiertarkach, wytaczarkach, tokarkach rewolwerowych, obrabiarkach zespołowych.
Ze względu na sposób podparcia wytaczadła dzieli się na:
- swobodne
- prowadzone
  - prowadzone przednie
  - prowadzone obustronnie
  - prowadzone tylne.